# Premier Percussion
Premier Percussion ist ein englischer Hersteller von Schlagzeugen und Percussion-Instrumenten.

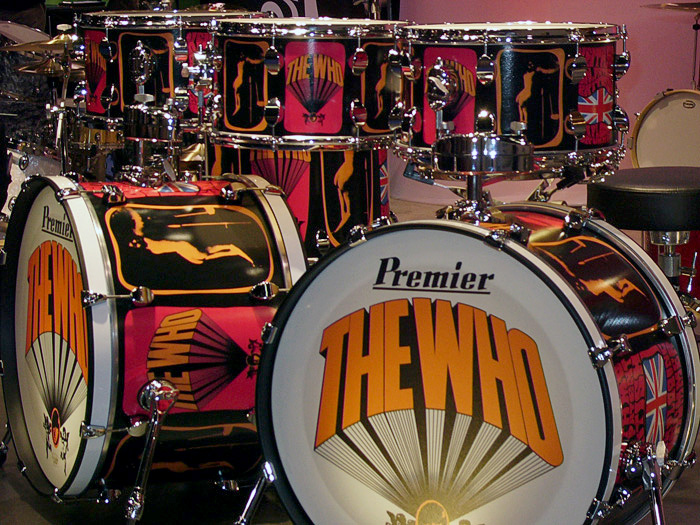
Replica des Drumset vom The Who Schlagzeuger Keith Moon

## Geschichte
Premier wurde im Jahre 1922 als The Premier Drum Co. in Wigston (Leicester) von dem jungen Londoner Schlagzeuger Albert Della Porta und dem Schlagzeugbauer George Smith gegründet. Zuerst baute Premier für andere Hersteller, erst dann verkauften sie unter eigenem Namen. 1958 wurde die Firma Beverly Musical Instruments hinzugekauft. Später kam die Produktion von Percussion hinzu.
Premier Schlagzeuge haben einen hohen Erkennungswert durch die Verwendung durchgehender Spannböckchen. In den 1990er Jahren wurde dieses Prinzip modern und für einige Jahre von allen gängigen Herstellern, modifiziert, verwendet.
In den 1960er und 1970er Jahren hatte Premier großen Erfolg und genoss besonders im Rock-Bereich ein hohes Ansehen als Hersteller von hochwertigen Schlaginstrumenten. Die Marke war zu der Zeit die meistgespielte hinter Ludwig.

## Serien
- Royal Ace
- Olympic – einstmals eigenständig
- APK
- XPK
- Genista
- Signia
- Revolution
- Gothic Serie

## Bekannte Benutzer von Premier
- Phil Collins – (Genesis)
- Rick Buckler – (The Jam)
- Mel Gaynor – (Simple Minds)
- Keith Moon – (The Who)
- Nicko McBrain – (Iron Maiden)
- Charlie Morgan – (Elton John)
- Phil Selway – (Radiohead)
- Tommy Portimo – (Sonata Arctica)
- Mike Chiplin
- Ringo Starr – (The Beatles (bis 1963))
- Brad Wilk
- Carl Palmer – (Emerson, Lake and Palmer, Asia)
- Rod Morgenstein
- Wim Dykstra
- Nick Mason – (Pink Floyd)
- John Coghlan – (Status Quo)
- Jeff Rich – (Status Quo)
- Mitch Mitchell – (Jimi Hendrix Experience)
- Clem Burke – (Blondie, Ramones)
- Matt Helders – (Arctic Monkeys)
- Graeme Edge – (Moody Blues)
- Brian Bennett – (The Shadows)